# Asienspiele 2014/Schwimmen
Bei den Asienspielen 2014 in Incheon, Südkorea wurden vom 21. bis 26. September 2014 38 Wettbewerbe im Schwimmen ausgetragen, je 19 für Frauen und Männer.
- AR: Asienrekord
- GR: Spielerekord (Asienspiele)

## Männer

### 50 m Freistil
| Platz | Land | Athlet         | Zeit (s) |
| ----- | ---- | -------------- | -------- |
| 1     | CHN  | Ning Zetao     | 21,95    |
| 2     | JPN  | Shinri Shioura | 22,11    |
| 3     | JPN  | Kenta Itō      | 22,16    |

Das Finale wurde am 23. September ausgetragen.

### 100 m Freistil
| Platz | Land | Athlet         | Zeit (s)       |
| ----- | ---- | -------------- | -------------- |
| 1     | CHN  | Ning Zetao     | 47,70 (AR, GR) |
| 2     | KOR  | Park Taehwan   | 48,75          |
| 3     | JPN  | Shinri Shioura | 48,85          |

Das Finale wurde am 25. September ausgetragen.

### 200 m Freistil
| Platz | Land | Athlet        | Zeit (min) |
| ----- | ---- | ------------- | ---------- |
| 1     | JPN  | Kosuke Hagino | 1:45,23    |
| 2     | CHN  | Sun Yang      | 1:45,28    |
| 3     | KOR  | Park Taehwan  | 1:45,96    |

Das Finale wurde am 21. September ausgetragen.

### 400 m Freistil
| Platz | Land | Athlet        | Zeit (min) |
| ----- | ---- | ------------- | ---------- |
| 1     | CHN  | Sun Yang      | 3:43,23    |
| 2     | JPN  | Kosuke Hagino | 3:44,48    |
| 3     | KOR  | Park Taehwan  | 3:48,33    |

Das Finale wurde am 23. September ausgetragen.

### 1500 m Freistil
| Platz | Land | Athlet         | Zeit (min) |
| ----- | ---- | -------------- | ---------- |
| 1     | CHN  | Sun Yang       | 14:49,75   |
| 2     | JPN  | Kōhei Yamamoto | 14:54,86   |
| 3     | CHN  | Wang Kecheng   | 15:06,73   |

Das Finale wurde am 26. September ausgetragen.

### 50 m Schmetterling
| Platz | Land | Athlet                 | Zeit (s)   |
| ----- | ---- | ---------------------- | ---------- |
| 1     | CHN  | Shi Yang               | 23,46 (GR) |
| 2     | SIN  | Joseph Isaac Schooling | 23,70      |
| 3     | KOR  | Yang Jungdoo           | 23,79      |

Das Finale wurde am 25. September ausgetragen.

### 100 m Schmetterling
| Platz | Land | Athlet                 | Zeit (s)   |
| ----- | ---- | ---------------------- | ---------- |
| 1     | SIN  | Joseph Isaac Schooling | 51,76 (GR) |
| 2     | CHN  | Li Zhuhao              | 51,91      |
| 3     | JPN  | Hirofumi Ikebata       | 52,08      |

Das Finale wurde am 24. September ausgetragen.

### 200 m Schmetterling
| Platz | Land | Athlet                 | Zeit (min) |
| ----- | ---- | ---------------------- | ---------- |
| 1     | JPN  | Daiya Seto             | 1:54,08    |
| 2     | JPN  | Kenta Hirai            | 1:55,47    |
| 3     | SIN  | Joseph Isaac Schooling | 1:57,54    |

Das Finale wurde am 21. September ausgetragen.

### 50 m Brust
| Platz | Land | Athlet          | Zeit (s)   |
| ----- | ---- | --------------- | ---------- |
| 1     | KAZ  | Dmitri Balandin | 27,78 (GR) |
| 2     | JPN  | Yasuhiro Koseki | 27,89      |
| 3     | IND  | Sandeep Sejwal  | 28,26      |

Das Finale wurde am 26. September ausgetragen.

### 100 m Brust
| Platz | Land | Athlet          | Zeit (min)   |
| ----- | ---- | --------------- | ------------ |
| 1     | KAZ  | Dmitri Balandin | 0:59,92 (GR) |
| 2     | JPN  | Yasuhiro Koseki | 1:00,23      |
| 3     | CHN  | Li Xiangl       | 1:00,91      |

Das Finale wurde am 24. September ausgetragen.

### 200 m Brust
| Platz | Land | Athlet          | Zeit (min)   |
| ----- | ---- | --------------- | ------------ |
| 1     | KAZ  | Dmitri Balandin | 2:07,67 (GR) |
| 2     | JPN  | Kazuki Kohinata | 2:09,45      |
| 3     | JPN  | Yasuhiro Koseki | 2:09,48      |

Das Finale wurde am 23. September ausgetragen.

### 50 m Rücken
| Platz | Land | Athlet       | Zeit (s)   |
| ----- | ---- | ------------ | ---------- |
| 1     | JPN  | Jun’ya Koga  | 24,28 (GR) |
| 2     | JPN  | Ryōsuke Irie | 24,98      |
| 3     | CHN  | Xu Jiayu     | 25,24      |

Das Finale wurde am 22. September ausgetragen.

### 100 m Rücken
| Platz | Land | Athlet        | Zeit (s)   |
| ----- | ---- | ------------- | ---------- |
| 1     | JPN  | Ryōsuke Irie  | 52,34 (GR) |
| 2     | CHN  | Xu Jiayu      | 52,81      |
| 3     | JPN  | Kosuke Hagino | 53,71      |

Das Finale wurde am 21. September ausgetragen.

### 200 m Rücken
| Platz | Land | Athlet        | Zeit (min)   |
| ----- | ---- | ------------- | ------------ |
| 1     | JPN  | Ryōsuke Irie  | 1:53,26 (GR) |
| 2     | CHN  | Xu Jiayu      | 1:55,05      |
| 3     | JPN  | Kosuke Hagino | 1:56,36      |

Das Finale wurde am 25. September ausgetragen.

### 200 m Lagen
| Platz | Land | Athlet            | Zeit (min)       |
| ----- | ---- | ----------------- | ---------------- |
| 1     | JPN  | Kosuke Hagino     | 1:55,34 (AR, GR) |
| 2     | JPN  | Hiromasa Fujimori | 1:58,56          |
| 3     | CHN  | Wang Shun         | 1:59,10          |

Das Finale wurde am 22. September ausgetragen.

### 400 m Lagen
| Platz | Land | Athlet        | Zeit (min)   |
| ----- | ---- | ------------- | ------------ |
| 1     | JPN  | Kosuke Hagino | 4:07,75 (GR) |
| 2     | CHN  | Yang Zhixian  | 4:10,18      |
| 3     | JPN  | Daiya Seto    | 4:10,39      |

Das Finale wurde am 24. September ausgetragen.

### 4 × 100 m Freistil-Staffel
| Platz | Land | Athlet                                                      | Zeit (min)       |
| ----- | ---- | ----------------------------------------------------------- | ---------------- |
| 1     | CHN  | Yu Hexin Lin Yingqing Sun Yang Ning Zetao                   | 3:13,47 (AR, GR) |
| 2     | JPN  | Shinri Shioura Rammaru Harada Takurō Fujii Katsumi Nakamura | 3:14,38          |
| 3     | KOR  | Kim Songkyum Yang Junehyuck Nam Kiwoong Park Taehwan        | 3:18,44          |

Das Finale wurde am 24. September ausgetragen.

### 4 × 200 m Freistil-Staffel
| Platz | Land | Athlet                                                 | Zeit (min)   |
| ----- | ---- | ------------------------------------------------------ | ------------ |
| 1     | JPN  | Yuki Kobori Kosuke Hagino Daiya Seto Takeshi Matsuda   | 7:06,74 (GR) |
| 2     | CHN  | Li Yunqi Lin Yongqing Mao Feilian Xu Qiheng            | 7:16,51      |
| 3     | KOR  | Nam Kiwoong Yang Junehyuck Jeong Jeongsoo Park Taehwan | 7:21,37      |

Das Finale wurde am 22. September ausgetragen.

### 4 × 100 m Lagen-Staffel
| Platz | Land | Athlet                                                       | Zeit (min)   |
| ----- | ---- | ------------------------------------------------------------ | ------------ |
| 1     | CHN  | Xu Jiayu Li Xiang Li Zhuhao Ning Zetao                       | 3:31,37 (GR) |
| 2     | JPN  | Ryōsuke Irie Yasuhiro Koseki Hirofumi Ikebata Shinri Shioura | 3:31,70      |
| 3     | KOR  | Park Seonkwan Choi Kyuwoong Chang Gyucheol Park Taehwan      | 3:39,18      |

Das Finale wurde am 26. September ausgetragen.

## Frauen

### 50 m Freistil
| Platz | Land | Athlet      | Zeit (s)   |
| ----- | ---- | ----------- | ---------- |
| 1     | CHN  | Chen Xinyi  | 24,87 (GR) |
| 2     | JPN  | Miki Uchida | 25,11      |
| 3     | CHN  | Tang Yi     | 25,17      |

Das Finale wurde am 26. September ausgetragen.

### 100 m Freistil
| Platz | Land | Athlet      | Zeit (s) |
| ----- | ---- | ----------- | -------- |
| 1     | CHN  | Shen Duo    | 54,37    |
| 2     | CHN  | Tang Yi     | 54,45    |
| 3     | JPN  | Miki Uchida | 54,66    |

Das Finale wurde am 22. September ausgetragen.

### 200 m Freistil
| Platz | Land | Athlet           | Zeit (min) |
| ----- | ---- | ---------------- | ---------- |
| 1     | CHN  | Shen Duo         | 1:57,66    |
| 2     | JPN  | Chihiro Igarashi | 1:59,13    |
| 3     | CHN  | Tang Yi          | 1:59,34    |

Das Finale wurde am 24. September ausgetragen.

### 400 m Freistil
| Platz | Land | Athlet           | Zeit (min) |
| ----- | ---- | ---------------- | ---------- |
| 1     | CHN  | Zhang Yuhan      | 4:07,67    |
| 2     | CHN  | Bi Yirong        | 4:08,23    |
| 3     | JPN  | Chihiro Igarashi | 4:09,35    |

Das Finale wurde am 21. September ausgetragen.

### 800 m Freistil
| Platz | Land | Athlet      | Zeit (min) |
| ----- | ---- | ----------- | ---------- |
| 1     | CHN  | Bi Yirong   | 8:27,54    |
| 2     | CHN  | Xu Danlu    | 8:33,89    |
| 3     | JPN  | Asami Chida | 8:34,66    |

Das Finale wurde am 25. September ausgetragen.

### 50 m Schmetterling
| Platz | Land | Athlet  | Zeit (s)   |
| ----- | ---- | ------- | ---------- |
| 1     | CHN  | Lu Ying | 25,83 (GR) |
| 2     | SIN  | Tao Li  | 26,28      |
| 3     | CHN  | Liu Lan | 26,72      |

Das Finale wurde am 22. September ausgetragen.

### 100 m Schmetterling
| Platz | Land | Athlet     | Zeit (s)   |
| ----- | ---- | ---------- | ---------- |
| 1     | CHN  | Chen Xinyi | 56,61 (GR) |
| 2     | CHN  | Lu Ying    | 58,45      |
| 3     | SIN  | Tao Li     | 59,08      |

Das Finale wurde am 23. September ausgetragen.

### 200 m Schmetterling
| Platz | Land | Athlet        | Zeit (min) |
| ----- | ---- | ------------- | ---------- |
| 1     | CHN  | Jiao Liuyang  | 2:07,56    |
| 2     | JPN  | Natsumi Hoshi | 2:08,04    |
| 3     | JPN  | Miyu Nakano   | 2:09,18    |

Das Finale wurde am 24. September ausgetragen.

### 50 m Brust
| Platz | Land | Athlet        | Zeit (s) |
| ----- | ---- | ------------- | -------- |
| 1     | JPN  | Satomi Suzuki | 31,34    |
| 2     | CHN  | Suo Ran       | 31,52    |
| 3     | CHN  | He Yuzhe      | 31,62    |

Das Finale wurde am 25. September ausgetragen.

### 100 m Brust
| Platz | Land | Athlet          | Zeit (min)   |
| ----- | ---- | --------------- | ------------ |
| 1     | CHN  | Shi Jinglin     | 1:06,67 (GR) |
| 2     | JPN  | Kanako Watanabe | 1:06,80      |
| 3     | CHN  | He Yun          | 1:08,11      |

Das Finale wurde am 21. September ausgetragen.

### 200 m Brust
| Platz | Land | Athlet          | Zeit (min)   |
| ----- | ---- | --------------- | ------------ |
| 1     | JPN  | Kanako Watanabe | 2:21,82 (GR) |
| 2     | JPN  | Rie Kaneto      | 2:21,92      |
| 3     | CHN  | Shi Jinglin     | 2:23,58      |

Das Finale wurde am 22. September ausgetragen.

### 50 m Rücken
| Platz | Land | Athlet             | Zeit (s) |
| ----- | ---- | ------------------ | -------- |
| 1     | CHN  | Fu Yuanhui         | 27,66    |
| 2     | KAZ  | Yekaterina Rudenko | 28,04    |
| 3     | JPN  | Miyuki Takemura    | 28,27    |

Das Finale wurde am 23. September ausgetragen.

### 100 m Rücken
| Platz | Land | Athlet             | Zeit (min) |
| ----- | ---- | ------------------ | ---------- |
| 1     | CHN  | Fu Yuanhui         | 0:59,95    |
| 2     | KAZ  | Yekaterina Rudenko | 1:00,61    |
| 3     | CHN  | Wang Xueer         | 1:01,09    |

Das Finale wurde am 24. September ausgetragen.

### 200 m Rücken
| Platz | Land | Athlet              | Zeit (min) |
| ----- | ---- | ------------------- | ---------- |
| 1     | JPN  | Sayaka Akase        | 2:10,31    |
| 2     | CHN  | Chen Jie            | 2:10,53    |
| 3     | VIE  | Thi Anh Vien Nguyen | 2:12,25    |

Das Finale wurde am 26. September ausgetragen.

### 200 m Lagen
| Platz | Land | Athlet          | Zeit (min)   |
| ----- | ---- | --------------- | ------------ |
| 1     | CHN  | Ye Shiwen       | 2:08,94 (GR) |
| 2     | JPN  | Kanako Watanabe | 2:10,58      |
| 3     | JPN  | Miho Teramura   | 2:11,24      |

Das Finale wurde am 26. September ausgetragen.

### 400 m Lagen
| Platz | Land | Athlet              | Zeit (min)   |
| ----- | ---- | ------------------- | ------------ |
| 1     | CHN  | Ye Shiwen           | 4:32,97 (GR) |
| 2     | JPN  | Sakiko Shimizu      | 4:38,63      |
| 3     | VIE  | Thi Anh Vien Nguyen | 4:39,65      |

Das Finale wurde am 23. September ausgetragen.

### 4 × 100 m Freistil-Staffel
| Platz | Land | Athlet                                                                              | Zeit (min) |
| ----- | ---- | ----------------------------------------------------------------------------------- | ---------- |
| 1     | CHN  | Ye Shiwen Shen Duo Zhang Yufei Tang Yi                                              | 3:37,25    |
| 2     | JPN  | Miki Uchida Misaki Yamaguchi Kanako Watanabe Yayoi Matsumoto                        | 3:39,35    |
| 3     | HKG  | Cheng Camille Lili Mei Au Hoi Shun Stephanie Sze Hang Yu Siobhan Bernadette Haughey | 3:39,94    |

Das Finale wurde am 21. September ausgetragen.

### 4 × 200 m Freistil-Staffel
| Platz | Land | Athlet                                                                              | Zeit (min) |
| ----- | ---- | ----------------------------------------------------------------------------------- | ---------- |
| 1     | CHN  | Guo Junjun Tang Yi Cao Yue Shen Duo                                                 | 7:55,17    |
| 2     | JPN  | Chihiro Igarashi Yasuko Miyamoto Yayoi Matsumoto Aya Takano                         | 7:58,43    |
| 3     | HKG  | Cheng Camille Lili Mei Au Hoi Shun Staphanie Sze Hang Yu Siobhan Bernadette Haughey | 8:04,55    |

Das Finale wurde am 23. September ausgetragen.

### 4 × 100 m Lagen-Staffel
| Platz | Land | Athlet                                                                          | Zeit (min) |
| ----- | ---- | ------------------------------------------------------------------------------- | ---------- |
| 1     | JPN  | Shiho Sakai Kanako Watanabe Natsumi Hoshi Miki Uchida                           | 4:00,94    |
| 2     | KOR  | Lee Da-lin Yang Ji-won An Se-hyeon Ko Mi-so                                     | 4:04,82    |
| 3     | HKG  | Au Hoi Shun Stephanie Kong Yvette Man Yi Sze Hang Yu Siobhan Bernadette Haughey | 4:07,15    |

Das Finale wurde am 25. September ausgetragen.

## Medaillenspiegel
| Platz  | Land                | Gold | Silber | Bronze | Gesamt |
| ------ | ------------------- | ---- | ------ | ------ | ------ |
| 1      | Volksrepublik China | 22   | 12     | 11     | 45     |
| 2      | Japan               | 12   | 20     | 13     | 45     |
| 3      | Kasachstan          | 3    | 2      | -      | 5      |
| 4      | Singapur            | 1    | 2      | 2      | 5      |
| 5      | Südkorea            | -    | 2      | 6      | 8      |
| 6      | Hongkong            | -    | -      | 3      | 3      |
| 7      | Vietnam             | -    | -      | 2      | 2      |
| 8      | Indien              | -    | -      | 1      | 1      |
| Gesamt | Gesamt              | 38   | 38     | 38     | 114    |